# Jean-Aimé-Roger Durand
Jean-Aimé-Roger Durand, dit J.A.R. Durand ou JAR Durand (Bordeaux, 23 juin 1914 - Marseille 10e, 6 mai 2001), est un peintre français d'abord figuratif puis abstrait.

## Biographie
Après des études à l'école des Beaux-Arts de Bordeaux, JAR Durand  est à partir de 1942  professeur de dessin en Algérie, à l'École normale d'Instituteurs de Bouzareah et à l'École normale d'Institutrices de Ben Aknoun. Il publie des articles sur l'enseignement de l'art à l'école dans le « Journal des Instituteurs d'Afrique du Nord ». 
Rentré en France en 1962, JAR Durand enseigne dans les Écoles normales d'Amiens puis au Lycée d'état mixte et CES Rivery. 

## L'œuvre
La peinture de JAR Durand, selon Marion Vidal-Bué, « participe au mouvement moderne » et « évolue d'une figuration très reconstruite vers un art résolument abstrait ».
JAR Durand réalise à Alger des expositions particulières et participe à des expositions collectives, notamment avec Jean de Maisonseul et René Sintès en 1960 à la galerie Comte-Tinchant, et à celle du « Groupe des sept » en avril 1961 à la galerie Romanet avec Jacques Burel, André Cardona, Sauveur Galliéro, Jean Simian, René Sintès, Freddy Tiffou et le sculpteur Henri Chouvet. Il participe ensuite au Salon d'automne et au Salon des réalités nouvelles. 
Un hommage lui est rendu en avril 2011 à Aix-en-Provence.
JAR Durand a également décoré plusieurs bâtiments publics d'Alger et les murs de la crypte de l'église Saint Paul - Sainte Rita à Belcourt.

## Musée
- Musée national des beaux-arts d'Alger : Les Hangars, Paysage de Guyotville, Paysage La Bridja, Paysage de Delly-Ibrahim, Quartier perdu